# Tufan Tosunoğlu
Tufan Tosunoğlu (* 22. Juli 1988 in Bad Nauheim) ist ein türkischer Fußballspieler.

## Karriere
Nach Jugendjahren bei verschiedenen Vereinen im Rhein-Main-Gebiet wechselte Tosunoğlu zur U-19 des MSV Duisburg und kam im folgenden Jahr in die zweite Mannschaft, mit der er auf 29 Einsätze in der Oberliga Nordrhein kam und dabei 19 Tore erzielte.
Zu Beginn der Spielzeit 2008/09 wechselte Tosunoğlu zu Kickers Offenbach, um mit dem komplett neu formierten Team die erste Drittliga-Saison zu bestreiten. Ab der Saison 2010/11 trainierte der Stürmer beim Bundesligisten 1. FSV Mainz 05, verließ den Verein jedoch nach nur sechs Wochen – noch vor Saisonstart – wieder und wechselte zum FSV Frankfurt. Im ersten Pflichtspiel für die Bornheimer erzielte er in der ersten Runde des DFB-Pokals gegen den SC Paderborn ein Tor, nach zwei Ligaspieleinsätzen zog er sich aber einen Kreuzbandriss zu. Diese Verletzung zwang ihn zu einer langen Pause, er kam nicht nur in der Saison 2010/11 zu keinen weiteren Einsätzen, sondern musste auch die gesamte Spielzeit 2011/12 aussetzen. Zum Saisonende 2012/13 erhielt er keinen neuen Vertrag vom FSV, sodass er im September 2013 zum Regionalligisten SVN Zweibrücken wechselte. Dort erhielt er einen Vertrag bis Sommer 2014, den er allerdings schon in der Winterpause wieder auflöste. Stattdessen wechselte er im Januar 2014 zum Ligakonkurrenten Wormatia Worms. Mit Abschluss der Saison 2013/14 wechselte er zum hessischen Verbandsligisten Türk Gücü Friedberg. 2015 wurde er Spielertrainer beim Türkischen SV Bad Nauheim in der Kreisoberliga.
Im Sommer 2008 spielte Tosunoğlu bei einem Jugendturnier in Toulon/Frankreich für die türkische U-21-Nationalmannschaft.
Tosunoğlu ist auf jeder Position im Sturm einsetzbar.